# Плава тркалица
Плава тркалица (лат. Cursorius cursor) је врста птице водених станишта из породице pratincole и courser, Glareolidae. Оба дела научног имена потичу од латинског cursor, „тркач“, од currere, „трчати“ што описује њихову уобичајену навику док лове свој плен, инсекте, на земљи у сувим, отвореним полупустињским регионима Блиског истока и северне Африке.

## Распрострањеност
Плава тркалица се налазе на Канарским острвима, Зеленортским острвима, Северној Африци и Југозападној Азији. Уобичајено два јаја су положу у рупу у земљи. Сезона парења траје од фебруара до септембра, али се могу парити и у јесен и зиму када су локални услови (посебно падавине) повољни. Делимично су миграторне птице, са северним и северозападним птицама које зимују у Индији, Арабији и широм јужног руба Сахаре. Неке птице се такође гнезде у јужним пустињским регионима северозападне Индије и Пакистана.
Ретки су северно од подручја гнежђења, али се ова врста јављала чак у Финској,Француској и Великој Британији.

## Опис
Плаве тркалице имају дуге ноге, дуга крила и благо надоле закривљене кљунове. Перје на телу је пешчане боје, која бледи у беличасту на доњем делу стомака. Горња примарна пера крила и доња крила су црна. Теме и потиљак су сиви, а постоји црна пруга око очију и бела обрва.
У лету, ова врста подсећа на зијавце са својим опуштеним махањем крила, шиљатим крилима и тамним подкрилима.

## Подврста
Постоје три подврсте плаве тркалице:
- Cursorius cursor cursor (Latham, 1787): Канарска острва, Северна Африка, Арапско полуострво до Ирака
- Cursorius cursor bogolubovi (Zarudny, 1885): југоисточна Турска до Ирана, Авганистан, јужни Пакистан до северозападне Индије
- Cursorius cursor exsul, (Hartert, 1920): Зеленортска острва

## Таксономија
Хејманове „ Shorebirds“ третирају источноафрички облик littoralis као расу сомалијска тркалица, а не као плаву тркалицу. Неки стручњаци заузврат сматрају сомалијска, берчелова и плава тркалица конспецифични.